# Nathan Hill
Pour les articles homonymes, voir Hill.
Œuvres principales
- Les Fantômes du vieux pays
- Bien être

Nathan Hill, né le 27 décembre 1975 à Cedar Rapids dans l'Iowa, est un écrivain américain.

## Biographie
Né à Cedar Rapids, il grandit dans le Midwest, où ses grands-parents travaillaient comme producteurs de maïs, de soja et de bétail. Pour permettre à son père de gravir les échelons au service de la gestion des magasins Kmart, ses parents déménagent successivement dans plusieurs États américains : l'Illinois, le Missouri, l'Oklahoma, le Kansas...
Il complète un baccalauréat en journalisme à l'université de l'Iowa, puis obtient une maîtrise en écriture créative de l'université du Massachusetts à Amherst. Il travaille un temps comme journaliste, avant d'enseigner à l'University of Florida Gulf Coast (en) en Floride et à l'University of St. Thomas (en) au Minnesota.
Il publie quelques nouvelles dans diverses revues avant de faire paraître, en 2016, Les Fantômes du vieux pays (The Nix), un roman qui remporte le prix Art Seidenbaum pour la première œuvre de fiction et qui est sacré, en France, Révélation étrangère du magazine Lire en 2017.

## Œuvres

### Roman
- Les Fantômes du vieux pays, Gallimard, 2017 ((en) The Nix, Knopf, 2016), trad. Mathilde Bach, 720 p.  (ISBN 978-2070196494)Prix Art Seidenbaum pour la première œuvre de fiction 2016 et Révélation étrangère du magazine Lire 2017. Bien être, Gallimard, 2024